# Levon Kendall
Levon Maxwell Simon Kendall (Vancouver, 4 luglio 1984) è un ex cestista canadese con cittadinanza irlandese.

## Palmarès
- Coppa di Germania: 1

Alba Berlino: 2014
- Supercoppa tedesca: 1

Alba Berlino: 2013
- Copa Príncipe de Asturias: 1

Obradoiro: 2011